# Tebutiuron
A tebutiuron a mezőgazdaságban korábban gyomirtóként használt vegyület. A tiadiazol és egyúttal a karbamid származéka is. A fotoszintézis gátlásával hat.
Nem termő területen használták (legelők, vasúti pályák, ipari területek), ahol nincsenek hasznos növények. Sokféle lágy és fás szárú gyom ellen hatásos; a fás szárúak elleni kezelés néhány évig tart.
Kétféleképpen lehet kijuttatni: spray formában, vagy szilárd szemcsék vagy tabletták alakjában a talajra szórva. A gyomok burjánzása előtt vagy alatt a leghatásosabb. A kijuttatás utáni eső növeli a hatásosságát.
Az EU-ban 2003. július 25-től végleg visszavonták a tebutiuront tartalmazó szerek engedélyét.

## Veszélyek
Az állatkísérletek szerint a tebutiuron felszívódik a szervezetbe, nagy része lebomlik, és 72 óra után gyakorlatilag teljesen távozik, a legnagyobb része a vizelettel, kisebb része fajoktól függő mennyiségben a széklettel. A tebutiuron és metabolitjai nem halmozódnak fel a szervezetben. Nem tapasztaltak reproduktív hatást három generáción keresztül sem. Nincs magzatkárosító, mutagén vagy rákkeltő hatása. A hosszú távú kitettség a kísérleti állatoknál súlycsökkenést és hasnyálmirigy-károsodást okozott.
A gyomirtók felhasználási módjukból következően közvetlenül a környezetbe jutnak. A levegőbe permetezett tebutiuron gőz és lebegő részecskék formájában van jelen. A gőz a fotokémiai reakciók során keletkező hidroxilgyökökkel reagálva kb. 5-napos felezési idővel elbomlik. A lebegő részecskék a talajba kerülnek.
A talaj pH-tartományában a tebutiuron nagyon lassan bomlik el. Ellenáll a napfények, a talajbaktériumok sem dolgozzák fel, és nem párolog.
A vízbe jutott tebutiuront nem köti meg az üledék vagy a vízben lebegő szilárd anyagok, nem párolog vissza a levegőbe, nem halmozódik fel a vízi élőlényekben, és nem veszélyes rájuk. Nagyon lassan, 64-napos felezési idővel hidrolizál.
A tebutiuronnal foglalkozók belélegzés és bőrön keresztüli felszívódás által veszélyeztetettek, míg a mezőgazdasági területen élőket a szennyezett ivóvíz károsíthatja.
A megengedett határértékeket a tebutiuronra és metabolitjaira együttesen határozzák meg. A figyelembe veendő vegyületek:
- N-(5-(1,1-dimetil-etil)-1,3,4-tiadiazol-2-il)-N,N'-dimetil-karbamid (tebutiuron)
- N-(5-('2-hidroxi-1,1-dimetil-etil)-1,3,4-tiadiazol-2-il)-N,N-dimetil-karbamid
- N-(5-(1,1-dimetil-etil)-1,3,4-tiadiazol-2-il)-N-metil-karbamid
- N-(5-(1,1-dimetil-etil)-1,3,4-tiadiazol-2-l)-N'-hidroximetil-N-metil-karbamid[4]

A határértékek az USA-ban:
- takarmányozásra használt fű és széna esetén 10 ppm[5]
- húsok és zsírok: 1 ppm
- húsipari melléktermékek: 5 ppm
- tej: 0,8 ppm.
- ivóvíz: 500 μg/l